# Jafar Irismetov
Jafar Irismetov, uzb. cyr. Жаъфар Ирисметов (ur. 23 sierpnia 1976 w Yangibozorze, w obwodzie taszkenckim, Uzbecka SRR) – uzbecki piłkarz, grający na pozycji napastnika, trener piłkarski.

## Kariera piłkarska

### Kariera klubowa
Wychowanek Szkoły Sportowej Rezerw Olimpijskich im. Giermana Titowa w Taszkencie. W 1993 rozpoczął karierę piłkarską w miejscowej drużynie Politotdel Yangibozor, która potem zmieniła nazwę na Doʻstlik. Latem 1997 został zaproszony do greckiego Panathinaikosu, ale grał przeważnie w zespole rezerw i po pół roku powrócił do Doʻstliku. Latem 1998 przeszedł do rosyjskiego Czernomorca Noworosyjsk. Na początku następnego roku wrócił do Uzbekistanu, gdzie bronił barw Dinama Samarkanda, a w 2000 ponownie wrócił do Doʻstliku. W 2001 zasilił skład Spartaka Moskwa, ale nie potrafił przebić się do podstawowego składu i latem został wypożyczony do Sławiji Mozyrz. W 2002 przeniósł się do Anży Machaczkała, w którym rozegrał tylko 11 gier, nie strzelając żadnego gola, dlatego w 2003 powrócił do ojczyzny, gdzie został piłkarzem Paxtakoru Taszkent. Latem tamtego roku podpisał kontrakt z ukraińskim Krywbasem Krzywy Róg. Na początku 2004 został zaproszony do kazachskiego Kajratu KTŻ Ałma-Ata. Po dwóch latach przeniósł się do FK Ałmaty, w którym zdobył dwa razy tytuł najskuteczniejszego strzelca ligi kazachskiej. Na początku 2008 dołączył do FK Aktöbe, ale tylko strzelił 2 gola w 15 meczach i po pół roku powrócił do FK Ałmaty. W 2009 próbował swoich sił w chińskim Liáoníng Hóngyùn, jednak po 2 rozegranych meczach wrócił do Uzbekistanu, gdzie potem występował w klubach FK Andijon, Dinamo Samarkanda, Shoʻrtan Gʻuzor i Qizilqum Zarafshon. W 2012 odszedł do Navbahoru Namangan, w którym zakończył karierę piłkarza.

### Kariera reprezentacyjna
Od 1997 do 2007 bronił barw narodowej reprezentacji Uzbekistanu, w której strzelił 15 goli w 36 spotkaniach. W 2013 występował w plażowej reprezentacji Uzbekistanu.

## Kariera trenerska
Po zakończeniu kariery piłkarza rozpoczął pracę szkoleniowca. W styczniu 2014 został mianowany na stanowisko głównego trenera NBU Osiyo Taszkent. 31 maja 2014 podał się do dymisji. W styczniu 2016 roku został zaproszony do sztabu szkoleniowego klubu Obod Taszkent.

## Sukcesy i odznaczenia

### Sukcesy piłkarskie
Doʻstlik Yangibozor
- mistrz Uzbekistanu: 2000
- zdobywca Pucharu Uzbekistanu: 2000

Spartak Moskwa
- mistrz Rosji: 2001
- zdobywca Pucharu Wspólnoty: 2001

Paxtakor Taszkent
- mistrz Uzbekistanu: 2003

Kajrat KTŻ Ałmaty
- mistrz Kazachstanu: 2004

FK Ałmaty
- zdobywca Pucharu Kazachstanu: 2006

### Sukcesy indywidualne
- najlepszy piłkarz roku w Uzbekistanie: 2000
- 2 najlepszy piłkarz roku w Uzbekistanie: 1997
- król strzelców Mistrzostw Uzbekistanu (3): 1996, 1997, 2000
- król strzelców Mistrzostw Kazachstanu (2): 2006, 2007
- członek Klubu Gennadija Krasnickiego: 203 gole